# Magnet link
Magnet link – typ linku URI, który prowadzi do pewnych zasobów dostępnych do pobrania przez użytkownika, najczęściej w sieciach p2p. Taki link zazwyczaj identyfikuje plik za pomocą wartości jego funkcji skrótu, a nie lokalizacji czy nazwy.